# Жабно (Староґардський повіт)
Жабно (пол. Żabno, нім. Saaben) — село в Польщі, у гміні Староґард-Гданський Староґардського повіту Поморського воєводства.
Населення — 213 осіб (2011).
У 1975-1998 роках село належало до Гданського воєводства.

## Демографія
Демографічна структура станом на 31 березня 2011 року:
|          | Загалом | Допрацездатний вік | Працездатний вік | Постпрацездатний вік |
| -------- | ------- | ------------------ | ---------------- | -------------------- |
| Чоловіки | 100     | 21                 | 73               | 6                    |
| Жінки    | 113     | 28                 | 73               | 12                   |
| Разом    | 213     | 49                 | 146              | 18                   |